# Nonylfenol
Nonylfenol is een organische verbinding uit de familie van alkylfenolen. Het wordt bekomen door fenol te alkyleren met 1-noneen, dit is een trimeer van propeen. Daarnaast kan deze koolwaterstofketting van negen koolstofatomen aan de fenolring gekoppeld worden op ofwel de ortho-, meta- of para-positie. Bij de productie worden aldus een aantal isomeren gevormd, waarvan de meest voorkomende 4-nonylfenol is. Het technisch product (mengsel van isomeren) is een bleekgele stroperige vloeistof met een kenmerkende geur.

## Toepassingen
De stof komt voor in verven, pesticiden, schoonmaakmiddelen en komt vrij bij de productie van papier en textiel. Ze zou schadelijk zijn voor de voortplanting (ze is een hormoonverstoorder), en bovendien ook bioaccumuleerbaar; daarom mag ze sedert januari 2005 in de Europese Unie niet meer verkocht of gebruikt worden, behalve voor een aantal uitzonderlijke toepassingen waarbij ze in een gesloten systeem circuleert of waarbij ze niet in het afvalwater geloosd wordt.
Met nonylfenol worden nonylfenolethoxylaten gemaakt, die gebruikt worden als oppervlakteactieve stoffen in detergenten of pesticide-formuleringen, en ook als spermicide. Deze ethers zijn in de EU aan dezelfde beperkingen onderworpen als nonylfenol.
Nonylfenol is ook het uitgangsproduct voor de synthese van tris(nonylfenyl)fosfiet en nonylfenoldisulfide oligomeer, dit zijn antioxidanten die gebruikt worden om polymeren en synthetische rubbers te stabiliseren.

## Toxiciteit
Het hoofd van de textielafdeling bij de Europese Commissie (die al de REACH-norm heeft opgesteld over producten die in Europa wel of niet zijn toegelaten) voert momenteel een onderzoek uit naar nonylfenol, waarvan wordt vermoed dat het onder meer steriliteit veroorzaakt bij mensen die manipuleren het als onder degenen die er last van hebben door het gebruik van vervuild water: cfr. gevallen van onvruchtbaarheid onder boeren in Bangladesh (een van de grootste textielfabrikanten ter wereld, een industrie die nonylfenol massaal gebruikt voor onze dagelijkse kledingmerken) en in India, waar de textielindustrie industrie al 30 jaar bestaat.
Deze stof wordt aangetroffen in het waswater van wasmachines; het wordt niet gefilterd door waterzuiveringsinstallaties; het slib dat overblijft na de behandeling bevat daarom nonylfenolen; dit slib wordt door sommige boeren gebruikt voor verspreiding in de winter; de stof wordt vervolgens aangetroffen in de planten die op deze velden groeien. 80% van de groententeelt in Frankrijk bevat het.
Aangezien nonylfenol en nonylfenol-ethoxylaten (=NFE) beide in het milieu aanwezig zijn, wordt rekening gehouden met de toxiciteit van de twee families van verbindingen.
Nonylfenolen zijn giftig, vooral voor in het water levende organismen:
- voor vissen (17–1.400 μg/l),
- voor ongewervelde dieren (20–3.000 μg/l)
- voor algen (27–2.500 μg/l).

De toxiciteit van NFE's neemt omgekeerd evenredig toe met de lengte van de ethoxylketen. Nonylfenolen zijn twee tot tweehonderd keer giftiger dan NFE's.

## Reprotoxiciteit
Hoewel het 1000 tot 10.000 keer minder oestrogeenverstorend is dan estradiol, kunnen sommige nonylfenolen de reproductieve gezondheid beïnvloeden. Verschillende biologische modellen en experimenten hebben schade aan de vruchtbaarheid, voortplanting en ontwikkeling aangetoond bij organismen die zijn blootgesteld aan 4-nonylfenol, zoals ook het geval is voor andere alkylfenolen zoals 4-tert-octylfenol, dat eigenschappen heeft die dicht bij die van 4-nonylfenol liggen.
Het is bekend dat nonylfenolen oestrogene activiteit veroorzaken en hormoonontregelaars zijn; dat wil zeggen dat ze het vermogen hebben om natuurlijke geslachtshormonen te imiteren, wat kan leiden tot de feminisering van organismen als mosselen of vissen (bv. aangetoond in de medaka (Oryzias latipes), met bv.  inductie van vitellogenine bij mannelijke forel).
Bij dieren kunnen ze een vermindering van het reproductiesucces, een vertraging van de groei en een verkleining van de grootte veroorzaken.
Bij de mensen zijn de effecten van nonylfenolen nog steeds onvoldoende begrepen vanwege een gebrek aan studies. Er zijn onlangs wel al effecten aangetoond op de spermafuncties bij zoogdieren en DNA-schade in menselijk sperma en menselijke lymfocyten.

## Kankerverwekkendheid
De onderzoeker Acevedo en zijn team toonden bij laboratoriummuizen aan dat nonylfenol het risico op borstkanker aanzienlijk verhoogt (in dit onderzoek werd eenmaal per dag 30 mg/kg nonylfenol in voedsel toegevoegd gedurende 32 weken).